# Katarzyna Pawlik
Katarzyna Pawlik (* 17. Februar 1989 in Bytom) ist eine polnische Schwimmerin. 

## Karriere
Pawlik trainiert im Verein der Wojewodschaft Schlesien für Sport und Rehabilitation Start. Im Jahr 2005 wurde Katarzyna Pawlik für ihre Verdienste um den Sport von der Stadt Katowice ausgezeichnet. Bei den Sommer-Paralympics 2008 holte sie mit einer Zeit von 4:33,15 die Goldmedaille im 400 Meter Freistil Klasse S10 und stellte zugleich einen neuen Weltrekord auf.

## Medaillen
Nachfolgend die Medaillenerfolge von Katarzyna Pawlik.
- Paralympics
  - Gold im 400 Meter Freistil (2004, 2008)
  - Silber im 100 Meter Schmetterling (2004)
  - Silber im 100 Meter Freistil (2004, 2008)
  - Silber im 50 Meter Freistil (2008)
  - Bronze im 200 Meter Lagen (2008)